# Памятник Николаю Островскому (Сочи)
Па́мятник Никола́ю Алексе́евичу Остро́вскому — памятник выдающемуся советскому писателю Н. А. Островскому, рассвет творческой деятельности которого был связан с Сочи.

## Расположение
Находится в сквере на Курортном проспекте в Центральном районе города Сочи, Краснодарский край, Россия.

## История создания
До 1870-х на месте расположения памятника располагалось кладбище Сочинской крепости. Памятник сооружён к 75-летию писателя в 1979 по проекту ленинградских скульпторов В. Э. Горевого, С. А. Кубасова и архитектора В. Б. Бухаева. Высота памятника — 10 м.